# Гвинн, Хорас
Хорас "Левша" Гвинн (англ. Horace Gwynne; 5 октября 1912, Торонто, провинция Онтарио, Канада — 16 апреля 2001, Торонто, провинция Онтарио, Канада) — канадский боксёр, чемпион Олимпийских игр в Лос-Анджелесе 1932 года в легчайшем весе, чемпион Канады среди профессионалов.

## Спортивная карьера
Принял участие в Олимпийских играх в Лос-Анджелесе (1932), где завоевал золотую медаль.

В легчайшем весе в турнире участвовало 10 человек. Допускалось участие одного представителя от каждой страны.
Результаты на Олимпийских играх 1932 (вес до 53,5 кг):

В первом круге был свободен

Победил Вито Мелиса (Италия) по очкам

Победил Хосе Вильянуэва (Филиппины) по очкам

Победил Ханса Цигларски (Германия) по очкам
Известный американский журналист и писатель Деймон Раньон, присутствовавший на боксёрском турнире, заявил: 

Из всех олимпийских чемпионов, что мне понравились, этот малыш Гвинн — лучший.
Сразу после Олимпиады перешел в профессионалы. В 1939 году выиграл титул чемпиона Канады в легчайшем весе и покинул ринг после еще двух боев, не защищая титул.